# Jean-Marie de La Marque de Tilladet
 (février 2018).
Jean-Marie de La Marque de Tilladet, né à Gondrin (Gers) en 1650 et mort à Versailles le 13 juillet 1715, est un prêtre catholique et homme de lettres français.

## Biographie
Issu d'une famille noble originaire du Béarn, né au château de Tilladet à Gondrin, Jean-Marie de La Marque de Tilladet fait ses humanités à Auch, où il étudie aussi la philosophie. Il part ensuite faire son service à Toulouse et participe à deux campagnes militaires, l'une dans l'arrière-ban, l'autre à la tête d'un régiment de cavalerie. Lorsque la guerre de Hollande prend fin en 1678, il regagne son pays natal. Constatant le désordre de ses affaires, il décide de vendre le château familial afin de se constituer une rente viagère. Il part pour Paris et entre peu après dans les ordres, à la congrégation de l'Oratoire, où il poursuit son éducation. Puis, pendant quinze ans, il enseigne la philosophie et la théologie. Lorsque sa santé commence à décliner, il s'installe au séminaire des Bons-Enfants et s'adonne à nouveau aux belles-lettres. Il entre en tant que membre associé à l'Académie royale des inscriptions et médailles, où il devient pensionnaire en 1705, succédant à Étienne Pavillon.
Parmi les mémoires qu'il contribue à l'Académie, on trouve des dissertations sur les géants et sur Jupiter tonnant ; un traité sur l'éducation de la jeunesse de Sparte ; des réflexions sur Philon d'Alexandrie et sur les devoirs des ambassadeurs et des mandataires ; des discours sur la majesté du Sénat romain et sur les harangues militaires des empereurs ; des recherches sur la véritable signification du mot beneficium dans les titres royaux. L'unique ouvrage imprimé sous son nom est un recueil de Dissertations sur diverses matières de religion et de philologie, par Pierre-Daniel Huet, qu'il orne d'une longue préface historique et publie en 1712, peu avant de mourir dans sa soixante-cinquième année.

## Source
- Claude-François Lambert, Jean Marie de Tilladet, dans Histoire littéraire du règne de Louis XIV, chez Prault, Paris, 1751, tome III, p. 150-153 (lire en ligne).